# Gravbod
Gravbod (på tysk Grauburg) var en gård eller fæstning beliggende i et mindre skovområde sydøst for Venerød Sø i Angel i det nordøstlige Sydslesvig i den nuværende nordtyske delstat Slesvig-Holsten. Voldgravene er stadig delvist synlige, de løber i nord-sydlig retning og er 100 meter lang, 12 meter bred og op op til tre-fire meter dyb, flankeret af omkring 1,2 meter høje volde på begge sider. Borgpladsen blev også betegnet som Gravby(e). Der er beretninger om en tidligere stendæmning gennem søen til Søgaard på øens modsatte bred. Markerne vest for kaldes for Vestergaarde.
Navnet Gravbod er første gang dokumenteret hos Meyer i 1648. Efterleddet er antagelig sb. bod, norrønt búð, angeldansk bòj, senere omdannet til -by og -burg på tysk. Området hører under Sørup Kommune. I den danske periode hørte det under Sørup Sogn (Husby Herred) i Flensborg Amt (Hertugdømmet Slesvig / Sønderjylland). Lidt sydøst for Gravbod ligger landsbyen Venerød.